# Трахотинка
Трахотинка — речка в Смоленской области, правый приток реки Березина. Длина 16 километров. Площадь водосбора 92 км².
Речка начинается из пруда, расположенного возле бывшей деревни Ивановка Починковского района.
В начале направление течения на юго-запад, но постепенно склоняется на запад. Протекает через деревни Доброхотовка, Комаровка и несколько уже заброшенных деревень — Ивановка, Захаровка, Красиловка, Шипенка.
В речку впадает несколько ручьёв, но название имеет только ручей Козловка, впадающий слева возле деревни Доброхотовки.